# Lenda dos Diabretes na Fajã de Vasco Martins

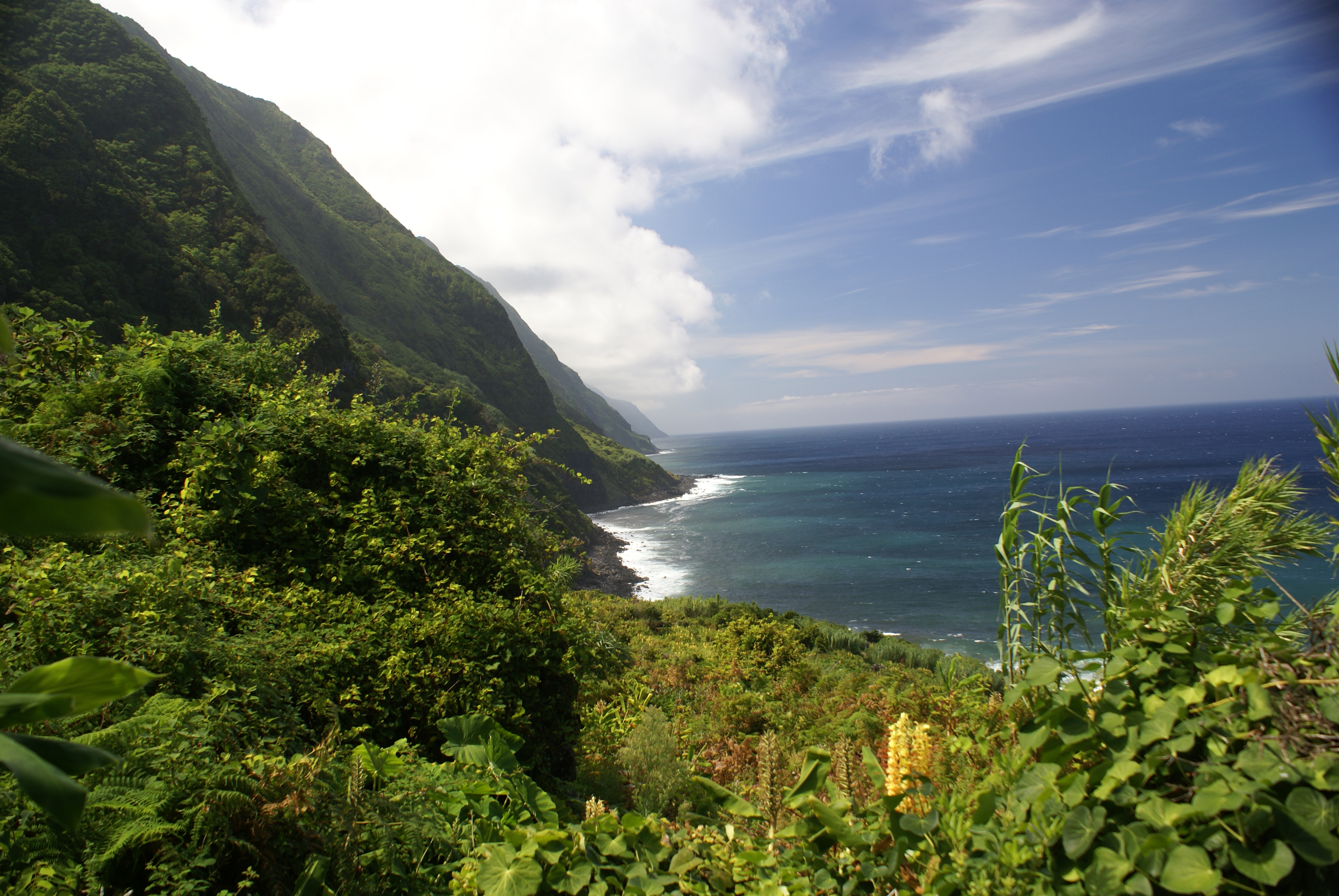
Fajã de Vasco Martins, falésias.

A Lenda dos Diabretes da Fajã de Vasco Martins é uma tradição da ilha de São Jorge, nos Açores. Evoca um povo ligado aos misticismos em uma terra virgem, por desbravar por muitos séculos, como as fajãs da costa norte da ilha.

## Lenda
Segundo a crença popular, os diabretes, uma espécie de duendes, saíam de certas zonas da costa para apoquentar a vida das pessoas com quem se cruzavam. Normalmente surgiam nas localidades em certas noites do ano, mas com mais frequência na noite da 2.ª feira de Carnaval para 3ª-feira de Entrudo. Assustavam as pessoas e os animais, revolviam as culturas nas terras. Com medo, as pessoas muitas vezes apenas se fechavam em casa. Aqueles que podiam, fugiam das costas marítimas, onde eles apareciam em maior número.
Na Fajã de Vasco Martins, pertencente aos habitantes da localidade do Toledo, existia um grupo de homens que se julgavam mais corajosos que os restantes e um dia resolveram que haviam de enfrentar os Diabretes. No dia 2 de Fevereiro, prepararam uma pescaria e foram para a casa de um deles na referida fajã, armados de paus endurecidos no fogo, foicinhos e outras armas artesanais.
À meia noite nada de anormal tinha acontecido. Confiantes de que os diabretes tinham tido medo deles, pararam a pescaria e foram para a casa da fajã de um deles, onde se sentaram a conversar e a rir, a assar peixe e beber vinho de cheiro produzido na fajã.
Perto da madrugada começaram a ouvir barulhos ao longe, que lhes parecia o sussurrar do vento nas árvores, mas rapidamente aumentou e parecia o bramir do mar em dia de tempestade. Até que o crescente barulho deixou de ser explicável, parecendo uma mistura de vários e diferentes sons que pareciam vir de todos os lados.
A barulheira vinha do telhado, onde as telhas pareciam estar a partir-se outras a serem arrastadas. Começaram pancadas fortes nas portas e janelas. Parecia que a casa abanava toda com o barulho. Os homens começaram a tremer e nem se arriscaram a abrir a porta ou a espreitar pelas janelas.
Ficaram todo o resto da noite aconchegados num canto da casa, e só ao raiar da madrugada é que o barulho foi parando aos poucos, até desaparecer. Pensando não tinham uma única telha no lugar e as terras todas reviradas, saíram de casa mas parecia que nada se tinha passado. As telhas estavam nos seus lugares, as plantas nos campos não tinham sido mexidas, tudo estava normal.